# Hart (Durham)
Hart es una parroquia civil y un pueblo de Hartlepool, en el condado de Durham (Inglaterra).

## Geografía
Según la Oficina Nacional de Estadística británica, Hart tiene una superficie de 9,78 km².

## Demografía
Según el censo de 2001, Hart tenía 636 habitantes (49,06% varones, 50,94% mujeres) y una densidad de población de 65,03 hab/km². El 15,25% eran menores de 16 años, el 76,89% tenían entre 16 y 74, y el 7,86% eran mayores de 74. La media de edad era de 41,39 años. Del total de habitantes con 16 o más años, el 24,3% estaban solteros, el 61,97% casados, y el 13,73% divorciados o viudos.
Todos los habitantes eran de raza blanca y la mayor parte (98,27%) originarios del Reino Unido. El resto de países europeos englobaban al 0,63% de la población, mientras que el 1,1% había nacido en cualquier otro lugar. El cristianismo era profesado por el 84,04%, mientras que el 9,64% no eran religiosos y el 6,32% no marcaron ninguna opción en el censo.
Había 260 hogares con residentes, 6 vacíos, y 3 eran alojamientos vacacionales o segundas residencias.